# Плющанка
Плюща́нка — небольшая река в Краснинском районе Липецкой области. Правый приток Дона. Типично карстовая река. Протекает среди крутых облесённых склонов Среднерусской возвышенности.
Одна из самых чистых и холодных рек Липецкой области.
Исток расположен между деревнями Бредихино и Епанчино (недалеко от железнодорожной линии Елец — Лев Толстой). Берёт начало из пяти больших и множества малых родников, вытекающих из-под склона с нагорным березняком и дубовым лесом. Впадет в Дон на противоположной стороне от деревни Парлово.
Русло — из известняковой щебёнки с включениями обломков гранита, шириной 6-7 м. Пойма поднимается на 1-1,5 м, очень не широкая, по 10-15 м с лугами, липой, ивой.

## Заповедная зона
В низовье реки Плющанки находится урочище Плющань, от которого и получила своё название речка. С 1969 года урочище охраняется государством как один из участков заповедника «Галичья Гора» — «Плющань». Участок находится в 2,5—3 км к северо-востоку от села Яблоново.